# Diplomáciai futár

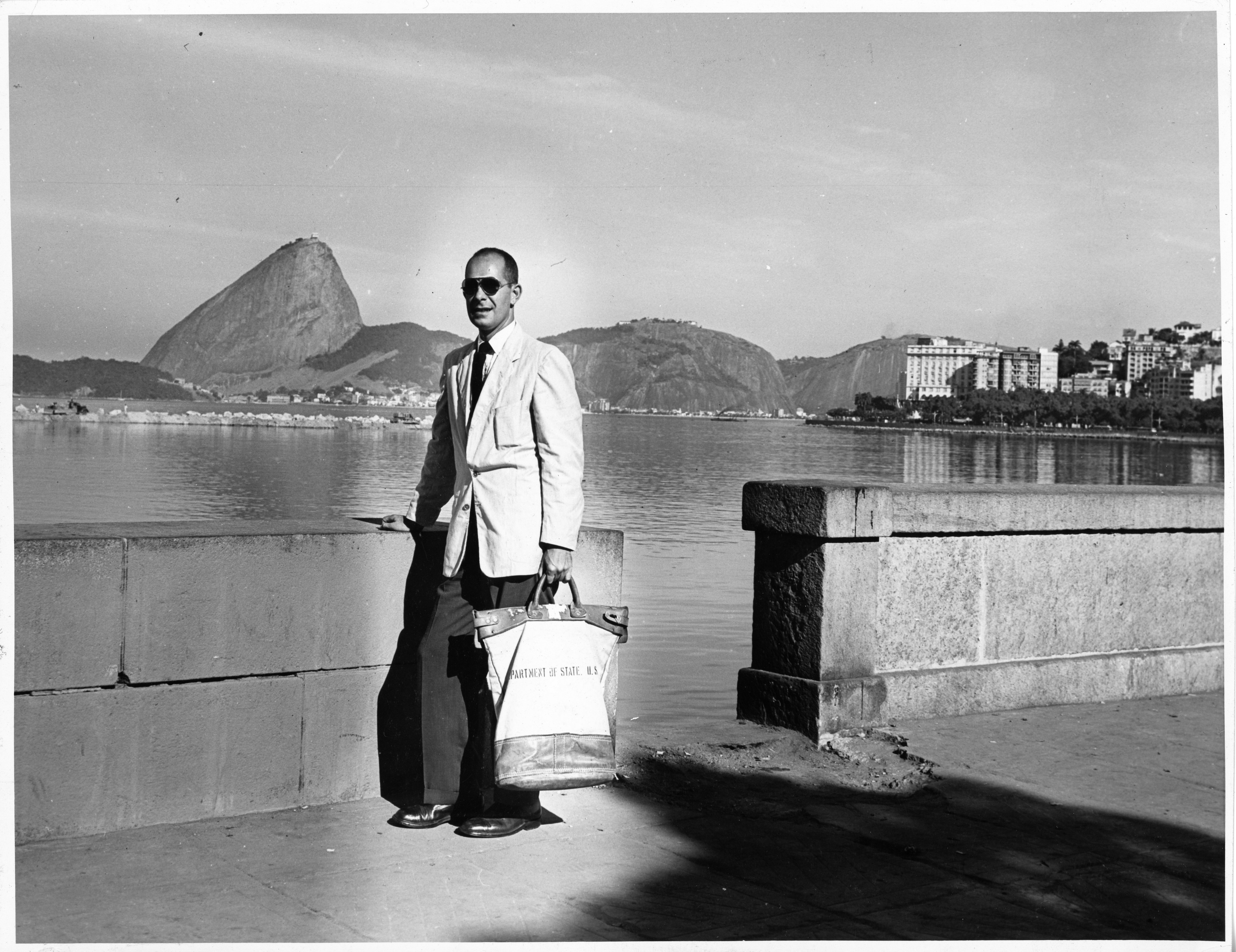
Amerikai diplomáciai futár az SZT postával

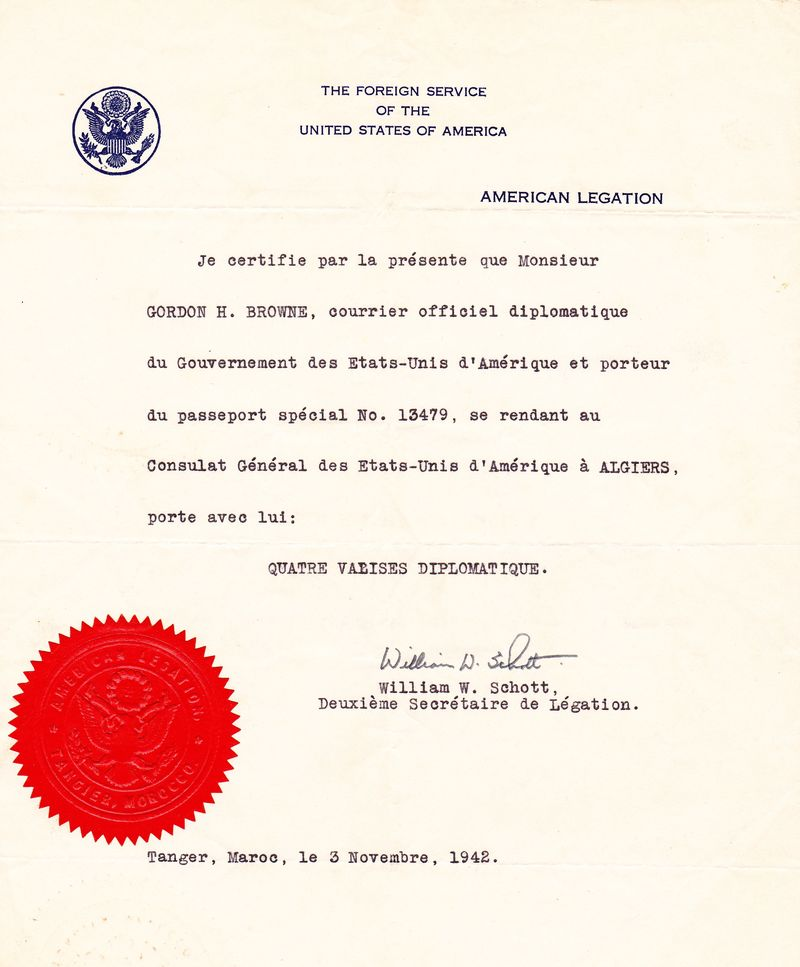
Amerikai diplomáciai futárigazolvány (1942)

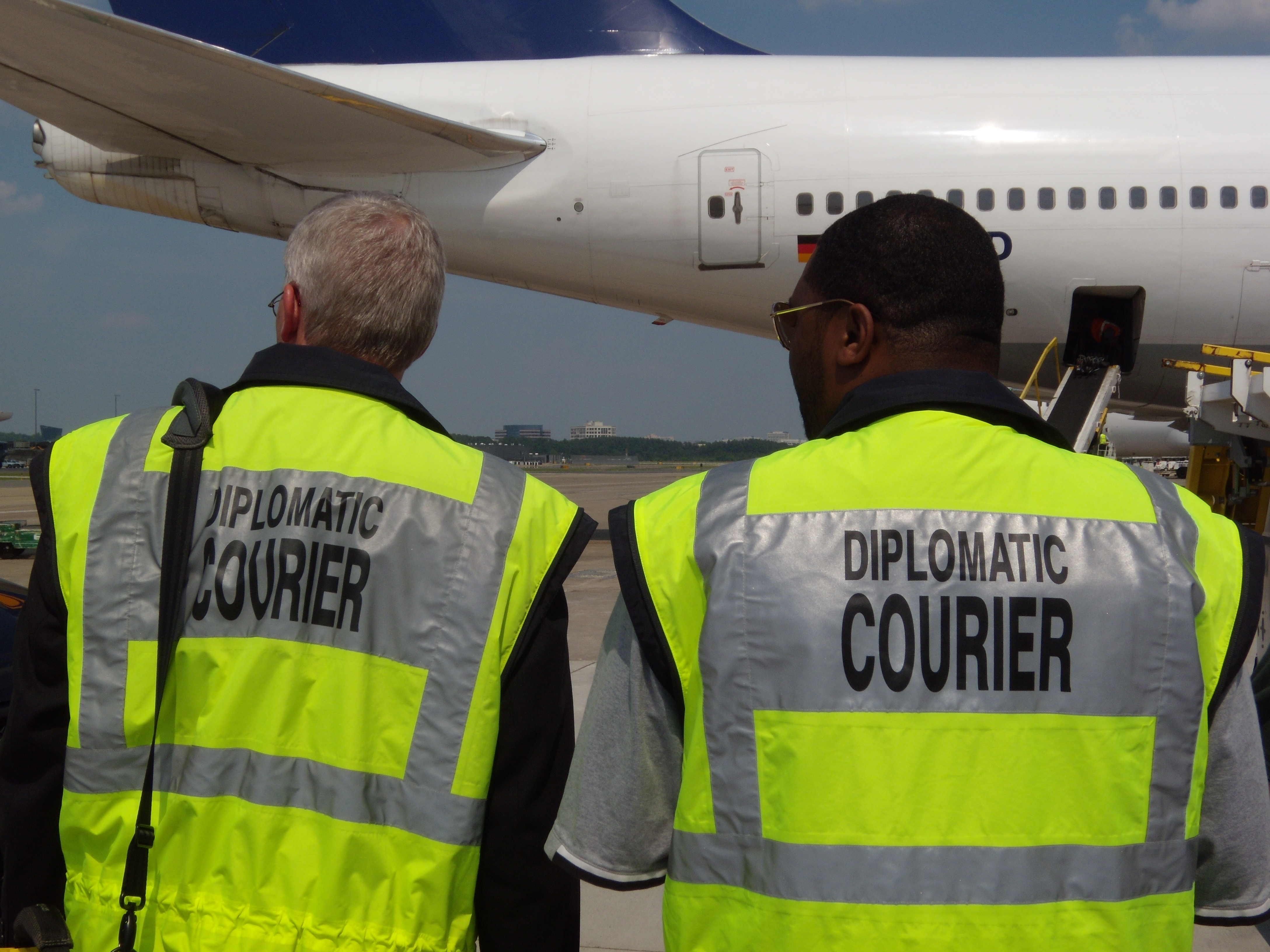
Diplomáciai futárok ellenőrzik a reptéri rakodást

A diplomáciai futár az egyes államok külügyminisztériumai illetve annak megfelelő központi szervei és a külképviseletei között futárszolgálatot ellátó, a diplomáciai postát továbbító személy. Mentességeit az 1961. évi bécsi diplomáciai szerződés 27. §-a szabályozza.

## Története
A diplomáciai érintkezés során már az ókortól gyakran bíztak meg bizonyos személyeket bizalmas illetve titkos üzeneteket tartalmazó küldemények továbbításával. Az ilyen tevékenységet folytató személyek általában nagy személyes kockázatot vállaltak és gyakran nem tudták megvédeni a küldeményeket az illetéktelen betekintéstől vagy egyáltalán nem tudták eljuttatni azokat céljukba.
A diplomáciai mentességek és kiváltságok kialakulásával párhuzamosan az államok felismerték, hogy kölcsönös érdekük fűződik a futárposták védelméhez, ezért fokozatosan kialakult ennek gyakorlata, amit aztán a diplomáciai kapcsolatok témájában megkötött 1961. évi bécsi szerződés kodifikált. Ennek értelmében a diplomáciai futárt megilleti a diplomáciai mentesség. A jogi keretek elfogadása azonban nem jelenti azt, hogy megszűntek volna a diplomáciai küldemények tartalmának megismerésére irányuló törekvések, azonban ez már nem a diplomácia, hanem a hírszerzés keretébe tartozik.

## Jogállása
A diplomáciai futár tevékenysége a nemzetközi jog által a diplomáciai képviselet számára  biztosított szabad érintkezés és kapcsolattartás része. A képviselet saját küldő államának kormányával, valamint bárhol lévő más képviseleteivel és konzulátusaival való érintkezése során szabadon használhatja az érintkezés minden megfelelő módját, ideértve a diplomáciai futárokat és a rejtjeles üzeneteket is. Rádióadót azonban csak a fogadó állam hozzájárulásával működtethet.
A futár személye és az általa szállított diplomáciai posta sérthetetlen, ellene a letartóztatás vagy feltartóztatás semmilyen formája nem alkalmazható. A szigorúan titkos, úgynevezett ötpecsétes postát szállító futárok hagyományosan kettesével utaznak, és a küldeményt mindig személyesen felügyelik.
A futárt olyan hivatalos okmánnyal kell ellátni (futárigazolvány), amely futári minőségét és a diplomáciai poggyászt alkotó csomagok számát feltünteti (bordereau).
A diplomáciai futárok a gyakorlatban lehetnek hivatásos futárok, akiket a külügyminisztérium erre a munkakörre alkalmaz, vagy eseti (ad hoc) futárok, akiknek a mentessége megszűnik, amint a diplomáciai postát leadta a címzettnek. Az eseti futárok azonban gyakran diplomaták, akiknek amúgy is van diplomáciai mentességük. Ugyancsak a gyakorlatban a hivatásos futárok, akik nem töltenek be diplomata-munkakört, szintén rendelkeznek diplomata-útlevéllel, bár erre elméletileg nem lenne szükség. 
Az amerikai külügyminisztérium a Diplomáciai Biztonsági Szolgálat (Bureau of Diplomatic Security) nevű szervezeti egység keretében 2009-ben több mint száz diplomáciai futárt alkalmazott.  
A diplomáciai postát rá lehet bízni olyan kereskedelmi repülőgép parancsnokára, amelynek valamely belépésre kijelölt repülőtéren kell leszállnia. A parancsnokot is futárigazolvánnyal és a diplomáciai poggyászt alkotó csomagok számát feltüntető hivatalos okmánnyal kell ellátni.